# Amsterdam (film, 2022)
Pour les articles homonymes, voir Amsterdam (homonymie).
Pour plus de détails, voir Fiche technique et Distribution.
Amsterdam est une comédie dramatique américaine écrite et réalisée par David O. Russell, sortie en 2022. Le scénario s’inspire de la conspiration Business Plot. Elle met en vedette Christian Bale, Margot Robbie, Chris Rock, Robert De Niro, Mike Myers, Timothy Olyphant et Taylor Swift. Christian Bale agit aussi en tant que coproducteur du film.

## Synopsis
À New York, en 1933, Burt Berendsen (Christian Bale) est un docteur novateur aux méthodes avant-gardistes mais peu reconnues. Il a été partiellement mutilé après avoir servi en France pendant la guerre. Son ami Harold Woodsman (John David Washington), un avocat afro-américain rencontré au front, lui demande de réaliser, de manière officieuse, l'autopsie de Bill Meekins (Ed Begley, Jr.), un sénateur qui était leur commandant de régiment en France en 1918. L'examen révèle une potentielle tentative d'assassinat. En allant retrouver Liz Meekins (Taylor Swift), la fille du défunt qui les avait engagés, les deux amis se retrouvent accusés à tort d'un meurtre. Ils vont pouvoir compter sur l'aide de Valerie Voze (Margot Robbie), une infirmière au caractère bien trempé, rencontrée en France et avec laquelle ils avaient habité pendant un certain temps à Amsterdam après la guerre.

## Fiche technique
Sauf indication contraire, les informations mentionnées dans cette section peuvent être confirmées par la base de données cinématographiques IMDb,  présente dans la section « Liens externes ».
- Titre original : Amsterdam
- Titre de travail : Canterbury Glass
- Réalisation et scénario : David O. Russell
- Musique : Daniel Pemberton[1]
- Décors : Judy Becker
- Costumes : Albert Wolsky et J. R. Hawbaker
- Photographie : Emmanuel Lubezki
- Montage : Jay Cassidy
- Production : Christian Bale, Matthew Budman, David O. Russell, Arnon Milchan et Anthony Katagas
  - Co-production : Tracey Landon et Doug Torres
  - Production exécutive : Drake, Sam Hanson, Yariv Milchan, Adel Future Nur et Michael Schaefer
  - Production associée : Eliana Adise et Sarena Cohen
- Société de production : 20th Century Studios et Regency Enterprises
- Société de distribution : 20th Century Studios (France) ; Walt Disney Studios Motion Pictures (USA)
- Budget : 80 000 000 $[2]
- Pays de production :  États-Unis
- Langue originale : anglais
- Format : couleur — 2,35:1
- Genre : drame
- Durée : 134 minutes
- Date de sortie[3] :
  - États-Unis : 18 septembre 2022 (première à New York) ; 7 octobre 2022 (en salles)
  - Québec : 7 octobre 2022
  - France : 1er novembre 2022
  - Belgique : 2 novembre 2022
- Classification[4] :
  - États-Unis : R
  - France : tous publics

## Distribution
Sauf indication contraire, les informations mentionnées dans cette section peuvent être confirmées par la base de données cinématographiques IMDb,  présente dans la section « Liens externes ».
- Christian Bale (VF : Philippe Valmont ; VQ : Louis-Philippe Dandenault) : Burt Berendsen
- John David Washington (VF : Namakan Koné ; VQ : Patrick Emmanuel Abellard) : Harold Woodsman
- Margot Robbie (VF et VQ : Catherine Brunet) : Valérie Voze
- Rami Malek (VF : Sébastien Desjours ; VQ : Xavier Dolan) : Tom Voze, frère de Valérie
- Anya Taylor-Joy (VF : Zina Khakhoulia ; VQ : Alice Pascual) : Libby Voze, épouse de Tom
- Robert De Niro (VF : Patrice Melennec ; VQ : Jean-Marie Moncelet) : le général Gil Dillenbeck
- Chris Rock (VF : Jean-Baptiste Anoumon ; VQ : Gilbert Lachance) : Milton King
- Zoe Saldaña (VF : Ingrid Donnadieu ; VQ : Catherine Proulx-Lemay) : Irma St. Clair
- Andrea Riseborough (VF : Barbara Tissier ; VQ : Éveline Gélinas) : Beatrice Vandenheuvel
- Mike Myers (VF : Emmanuel Curtil ; VQ : Benoît Rousseau) : Paul Canterbury
- Michael Shannon (VF : David Krüger ; VQ : Sylvain Hétu) : Henry Norcross
- Matthias Schoenaerts (VF : Jérôme Pauwels ; VQ : Alexis Lefebvre) : l'inspecteur Lem Getweiler
- Alessandro Nivola (VF : Arnaud Bedouët ; VQ : Patrice Dubois) : l'inspecteur Hiltz
- Timothy Olyphant (VF : Jean-Pierre Michaël ; VQ : François Trudel) : Taron Milfax
- Taylor Swift (VF : Audrey Sourdive ; VQ : Sofia Blondin) : Liz Meekins
- Ed Begley, Jr. : le général Bill Meekins
- Leland Orser (VF : Denis Boileau) : M. Nevins
- Tom Irwin : M. Belport
- Beth Grant : Mme Dillenbeck
- Colleen Camp : Eva Ott
- Casey Biggs : Augustus Vandenheuvel
- Dey Young : Alvelia Vandenheuvel
- Sean Avery : un chef de bataillon

 Source et légende : version française (VF) sur RS Doublage ; version québécoise (VQ) sur Doublage Québec.

## Production

### Genèse et développement
Il a été annoncé en janvier 2020 que David O. Russell allait écrire et réaliser un film mettant en vedette Christian Bale pour New Regency[réf. souhaitée].

### Attribution des rôles
Margot Robbie et Michael B. Jordan rejoignent la distribution en février 2020,. En octobre, John David Washington remplace finalement Michael B. Jordan qui a abandonné du fait d'un conflit d'emploi du temps, le tournage étant retardé en raison de la pandémie de COVID-19. Début janvier 2021, il est annoncé que Rami Malek et Zoe Saldana rejoignent la distribution. Le 14 janvier 2021, le site Deadline.com confirme la présence de Robert De Niro, Mike Myers, Timothy Olyphant, Michael Shannon, Chris Rock, Anya Taylor-Joy, Andrea Riseborough, Matthias Schoenaerts ou encore Alessandro Nivola.

### Tournage
Le tournage devait, à l'origine, commencer en avril 2020.

## Accueil

### Sortie
Le titre du film, Canterbury Glass, n'est révélé qu'en avril 2021 une fois le tournage terminé. Finalement en avril 2022, le film est renommé Amsterdam. Initialement prévu pour le 4 novembre 2022, le film sortira aux États-Unis le 7 octobre 2022,.

### Critique
Dans le monde anglo-saxon, le site Rotten Tomatoes donne une note moyenne de 34 % pour 174 critiques. Le site Metacritic donne lui une note de 47⁄100 pour 43 critiques recensées.
En France, le site Allociné propose une moyenne de 2,8⁄5, après avoir recensé 27 critiques de presse.

### Box-office
| Pays ou région        | Box-office      | Date d'arrêt du box-office | Nombre de semaines |
| --------------------- | --------------- | -------------------------- | ------------------ |
| États-Unis Canada     | 14 947 969 $    | 24 novembre 2022           | 7                  |
| France                | 238 391 entrées | 29 novembre 2022           | 4                  |
| Total hors États-Unis | 16 297 841 $    | -                          | -                  |
| Total mondial         | 31 245 810 $    | -                          | -                  |

#### Amérique du nord
Au 18 octobre 2022, Amsterdam rapporte 12,6 millions de dollars de recettes aux États-Unis et au Canada, et 6,6 millions de dollars dans les autres territoires, pour un total mondial de 19,2 millions de dollars de recettes au box-office mondial, pour un budget de production de 80 millions de dollars. Après son week-end d'ouverture, Deadline Hollywood a estimé que le film ferait perdre au studio environ 97 millions de dollars, ce qui représente le budgets de production, le marketing, la participation des talents et d'autres coûts par rapport aux recettes du box-office et aux revenus des médias domestiques.
Aux États-Unis et au Canada, Amsterdam est sorti aux côtés d'Enzo le croco et devait initialement rapporter environ 10 millions de dollars sur 3 005 cinémas lors de son week-end d'ouverture, certaines estimations atteignant 15 millions de dollars. Après avoir gagné 2,6 millions de dollars le premier jour, dont 550 000 dollars lors des avant-premières du jeudi soir, les attentes ont été ramenées à 7 millions de dollars.Le film a fait ses débuts à 6,5 millions de dollars, terminant troisième. Deadline Hollywood a imputé la mauvaise performance au box-office à la réponse critique, à la durée du film dissuadant le public et à Disney qui ne sait pas comment commercialiser le film en raison de son style décalé et de son intrigue alambiquée. Le film a rapporté 2,2 millions de dollars lors de son deuxième week-end, soit une baisse de 55% par rapport au week-end précèdent et terminant cinquième.

#### France
Pour son premier jour d'exploitation, Amsterdam réalise 24 277 entrées, pour 362 copies, permettant au film de se positionner second du box-office des nouveautés, derrière Mascarade (91 498) et devant Close (19 030). Au bout d'une première semaine d'exploitation, le long-métrage totalise 143 797 entrées, pour une neuvième place derrière Plancha (145 563) et devant La Conspiration du Caire (100 268).